# آگاتانگلوس
آگاتانگلوس، آگاتانغلوس، آگاتانگغوس (به ارمنی: Ագաթանգեղոս)(به یونانی: Ἀγαθάγγελος) یا آگاتانژ (به فرانسوی: Agathange) تاریخ‌نگار ارمنی و منشی تیرداد سوم پادشاه ارمنستان بود. او زندگی گریگور روشنگر مبلغ مسیحی در ارمنستان را به نگارش درآورده است. در این زندگی‌نامه تاریخ و افسانه به هم آمیخته‌است. این اثر به زبان ارمنی بوده و در آینده به زبان یونانی و سپس لاتین ترجمه شده‌است.
نام آگاتانگلوس به زبان یونانی معنای حامل خبر خوب را می‌دهد.

## تاریخ
در کتاب تاریخ ارمنیان آگاتانگغوس از چگونگی فعالیت‌های تیرداد سوم و گریگور برای رسمیت یافتن مسیحیت در ارمنستان مطالبی آورده شده‌است. این کتاب از سه بخش تشکیل می‌شود. از لحاظ ادبی، بخش‌های اول و دوم تاریخ ارمنیان آگاتانگغوس جالب توجه هستند و در عین اینکه شامل تشریح وقایع تاریخی به عنوان اساس کار می‌باشند، ترجیحاً یک افسانه مسیحی و تذکره‌های مقدسین آمیخته با برخی مشخصات حماسه دنیوی بشمار می‌روند. این مطلب به افسانه اهمیت خاصی می‌بخشد.
بدین ترتیب تاریخ ارمنیان آگاتانگغوس به ویژه بخش اول آن دارای محتوای هنری داستانسرا است. با این حال اثر آگاتانگغوس منبع با ارزشی برای مطالعه وقایع برخی دوره‌های تاریخ ملت ارمنی بشمار می‌رود. اطلاعات بسیار ارزشمندی در مورد روابط اجتماعی فئودالی قدیمی ارمنی، بت‌پرستی و روش زندگی در آن زمان در این کتاب وجود دارد.